# Freya Ridings
Freya Ridings (Londen, 19 april 1994) is een Brits singer-songwriter en multi-instrumentalist. Ze verwierf bekendheid door haar single Lost Without You in 2017 dat een top tien hit werd in de UK Singles Chart. Twee jaar later bracht Ridings haar debuut ep "You Mean the World to Me" uit. Ridings bracht vervolgens haar debuutalbum "Freya Ridings" op met daarop de single "Castles". Ze brak internationaal door met deze single.

## Biografie

### Vroegere jaren
Ridings groeide op in Noord-Londen in de wijk Palmers Green. Ze is de dochter van acteur en muzikant Richard Ridings en door te kijken naar haar vader leerde ze gitaar spelen. Ridings ging naar de St Christopher School in Letchworth, gevolgd door de BRIT School op zestienjarige leeftijd. Ze werd gediagnosticeerd met dyslexie. In november 2022 trouwde Ridings met folkzanger Ewan J. Phillips na 2,5 maand eerder ten huwelijk te zijn gevraagd.

### Carrière

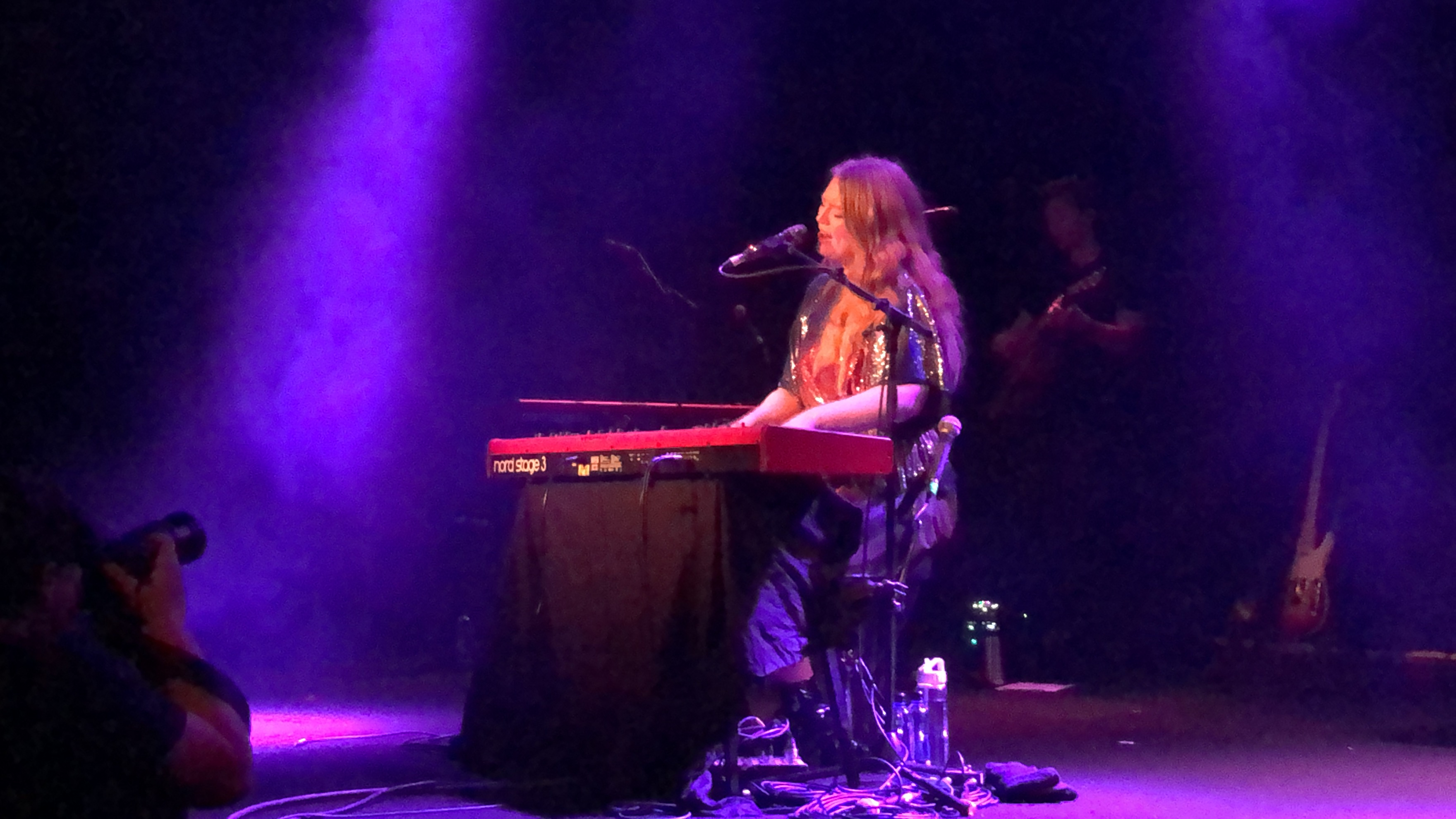
Ridings tijdens een optreden in Sydney in maart 2020.

Ridings bracht haar debuutsingle "Blackout' op 5 mei 2017. Bijna twee maanden later volgde de single "Maps", en cover van de gelijknamige single van Yeah Yeah Yeahs. Ridings bracht op 22 september 2017 haar debuut livealbum Live at St Pancras Old Church uit. Na het uitbrengen van dit album tourde ze voor het eerst door het Verenigd Koninkrijk. Daarnaast stond ze in het voorprogramma van Tears for Fears, Tash Sultana en Lewis Capaldi. Op 3 november 2017 bracht Ridings met "Lost Without You" een nieuwe single uit. Deze single had succes in de UK Singles Chart, waar het de negende plaats behaalde. Ook was Ridings te zien in de Britse versie van het televisieprogramma Love Island in juli 2018. Hierna werd ze door Scott Mills verkozen als 'Tune van de week' tijdens zijn radioshow in augustus 2018. Ridings' tweede live album Live at Omeara, werd uitgebracht op 30 maart 2018. Een nieuwe single in de vorm van "Ultraviolet" volgde op 15 juni 2018.
In 2019 bracht Ridings de single "You Mean the World to Me" uit die mede geproduceerd werd door Greg Kursrib, gevolgd door een ep met dezelfde naam. Ridings kondigde daarnaast het uitbrengen van haar debuutalbum "Freya Ridings" aan voor een release op 31 mei 2019. Later werd deze releasedatum vertraagd naar 19 juli 2019. Voorafgaande aan het album bracht Ridings de single "Castles" uit, waarmee ze internationaal de hitlijsten wist te behalen.
Ridings trad op 29 juni 2019 op het John Peel Stage op van het Glastonbury Festival. Ze mocht hier optreden nadat festivaldirecteur Michael Eavis een van haar concerten in Bristol had bijgewoond. In maart 2020 tourde Ridings door Australië voor de eerste keer met shows in Sydney en Melbourne.
In januari 2023 bracht Ridings voor het eerst in drie jaar een nieuwe single uit getiteld "Weekends". Dit werd gevolgd met de aankondiging van haar tweede studioalbum "Blood Orange" op 3 mei 2023. Het album verscheen uiteindelijk op 28 april 2023.
Ridings mocht optreden tijdens de Kroning van Charles III en Camilla in mei 2023, maar moest door ziekte verstek laten gaan. In juni 2023 schreef ze mee aan het nummer "Rise" voor de komediefilm Ruby Gillman, Teenage Kraken. Riding's single "I Can't Hear It Now" was te horen in het tweede seizoen van de animatieserie Arcane.

## Discografie

### Albums
| Jaar | Titel         |
| ---- | ------------- |
| 2019 | Freya Ridings |
| 2023 | Blood Orange  |

### Livealbums
| Jaar | Titel                         |
| ---- | ----------------------------- |
| 2017 | Live at St Pancras Old Church |
| 2018 | Live at Omeara                |

### EP's
| Jaar | Titel                    |
| ---- | ------------------------ |
| 2019 | You Mean the World to Me |

### Singles
| Jaar | Titel                    |
| ---- | ------------------------ |
| 2017 | Blackout                 |
| 2017 | Lost Without You         |
| 2018 | Ultraviolet              |
| 2018 | Waking Up (met MJ Cole)  |
| 2019 | You Mean the World to Me |
| 2019 | Castles                  |
| 2019 | Love is Fire             |
| 2023 | Weekends                 |
| 2023 | Face in the Crowd        |
| 2023 | Can I Jump?              |
| 2023 | Perfect                  |
| 2023 | I Feel Love              |
| 2023 | Rise                     |

### Promotionele singles
| Jaar | Titel         |
| ---- | ------------- |
| 2017 | Maps          |
| 2019 | Unconditional |

- Gemeinsame Normdatei: 1191375889
- International Standard Name Identifier: 0000 0004 7565 8982
- Library of Congress Control Number: no2019122758
- MusicBrainz: 9f185fc4-1533-4239-9033-f9fe306df3a9
- Virtual International Authority File: 3355156434631812120001
- WorldCat: E39PBJxGRgqBhtfv399QQHB3wC